# عبد الحميد الأنشاصي
عبد الحميد عبد الفتاح الأنشاصي (1910 - 1991) كاتب قصصي ومسرحي وشاعر فلسطيني. ولد في الرملة، ودرس في رام الله، ثم في جامعة القاهرة لسنة واحدة حيث تركها. عمل موظّفًا في فلسطين الانتدابية والأردن. له روايات ومجموعات قصصية ومسرحيات عديدة، مخطوطة ومطبوعة. توفي في عمّان.

## سيرته
ولد عبد الحميد عبد الفتاح الأنشاصي/ الإنشاصي سنة 1910 في مدينة الرملة الفلسطينية، وتلقّى تعليمه الابتدائي في مدرستها الأساسية قبل أن يلتحق بمدرسة الفرِنْدز في رام الله التي قضى فيها خمس سنوات حتى أنهى الثانوية العامة سنة 1927. ثم التحق بالجامعة المصرية مستمعاً لمدّة سنة واحدة في سنة 1928، التقى خلالها أعلام الأدب ورجال الفكر المصريين وبعض المستشرقين الأوروبيّين. ثم عاد إلى مسقط رأسه في أواخر 1928.
عمل موظفاً إدارياً، ثم موظفاً في قائمقامية الرملة من 1932 حتى 1942، ثم نُقل إلى اللّد، وعُيّن أميناً للسرّ لحاكم نابلس الإنجليزي. عمل مديراً لجمرك نابلس سنة 1955، وفي سنة 1956 نُقل إلى جمرك عمّان، وظلّ يشغل هذا المنصب إلى أن أحيل على التقاعد سنة 1966. عمل بعد ذلك في بعض مستودعات الأدوية في عمّان. كان عضواً في رابطة الكتاب الأردنيين.

توفي عبد الحميد الأنشاصي سنة 1991 في عمّان.

## شعره
ذكر في معجم البابطين عنه شاعريته «يدل شعره على أنه صنع قبل تاريخ نشره بالديوان بزمن طويل، انعكاسات الحياة الشابة اللاهية فيه واضحة، من الناحية الموضوعية، والتوسع في استخدام البحور (تامة ومجزوءة والمزج بينهما) وتنويع القوافي أكثر من التمسك بوحدة القافية، كما أنه يتغنى باحتفالات توقفت منذ عهد طويل جدًا. شعره أقرب إلى الصراحة في التعبير عن عواطفه، والمباشرة والتقرير كذلك، وصور الحياة في فلسطين - قبل احتلالها - تتخايل في شعره وصفًا واقعيًا مشاهدًا، وليس من موقع الذكرى أو الحنين.».

## مؤلفاته
له مؤلفات كثيرة في الأدب القصصي والمسرحي، مخطوطة ومطبوعة. من رواياته:
- المجد المنحوت، 1980
- من أجل المال، 1985.
- اليقظة، 1990.
- الوفاق الزوجي، 1995

من مجموعاته القصصية:
- عطف أم وقصص أخرى، 1952
- ثمار من بستاني، 1985
- الوطن السليب، 1989
- بقايا مدينة، 1996

من دواوينه الشعرية:
- أزهار من حديقتي، 1985
- في أوقات الوحدة، مفقود

وله أيضًا قوّة الإرادة ومقالات أخرى، 1985

## وصلات خارجية
- عبد الحميد الأنشاصي على موقع أرشيف الشارخ.
- في الأرشيف المجلات